# Dunbar (Wisconsin)
Dunbar – miasto w Stanach Zjednoczonych, w stanie Wisconsin, w hrabstwie Marinette.